# Follainville-Dennemont
Follainville-Dennemont ist eine französische Gemeinde mit 2.178 Einwohnern (Stand: 1. Januar 2022) im Département Yvelines in der Region Île-de-France. Sie gehört zum Arrondissement Mantes-la-Jolie und zum Kanton Limay. Die Einwohner nennen sich Follainvillois.

## Geografie
Follainville-Dennemont liegt etwa 47 Kilometer westlich von Paris am rechten Ufer der Seine. Follainville-Dennemont wird umgeben von den Nachbargemeinden Vétheuil sowie Saint-Cyr-en-Arthies im Norden, Fontenay-Saint-Père im Osten, Limay im Süden und Südosten, Mantes-la-Jolie im Süden, Guernes im Westen sowie Saint-Martin-la-Garenne im Westen und Nordwesten. 

## Bevölkerungsentwicklung
| 1962                       | 1968 | 1975 | 1982 | 1990 | 1999 | 2006 | 2012 |
| -------------------------- | ---- | ---- | ---- | ---- | ---- | ---- | ---- |
| 1014                       | 1056 | 1383 | 1507 | 1775 | 1912 | 1876 | 1857 |
| Quellen: Cassini und INSEE |      |      |      |      |      |      |      |

## Sehenswürdigkeiten

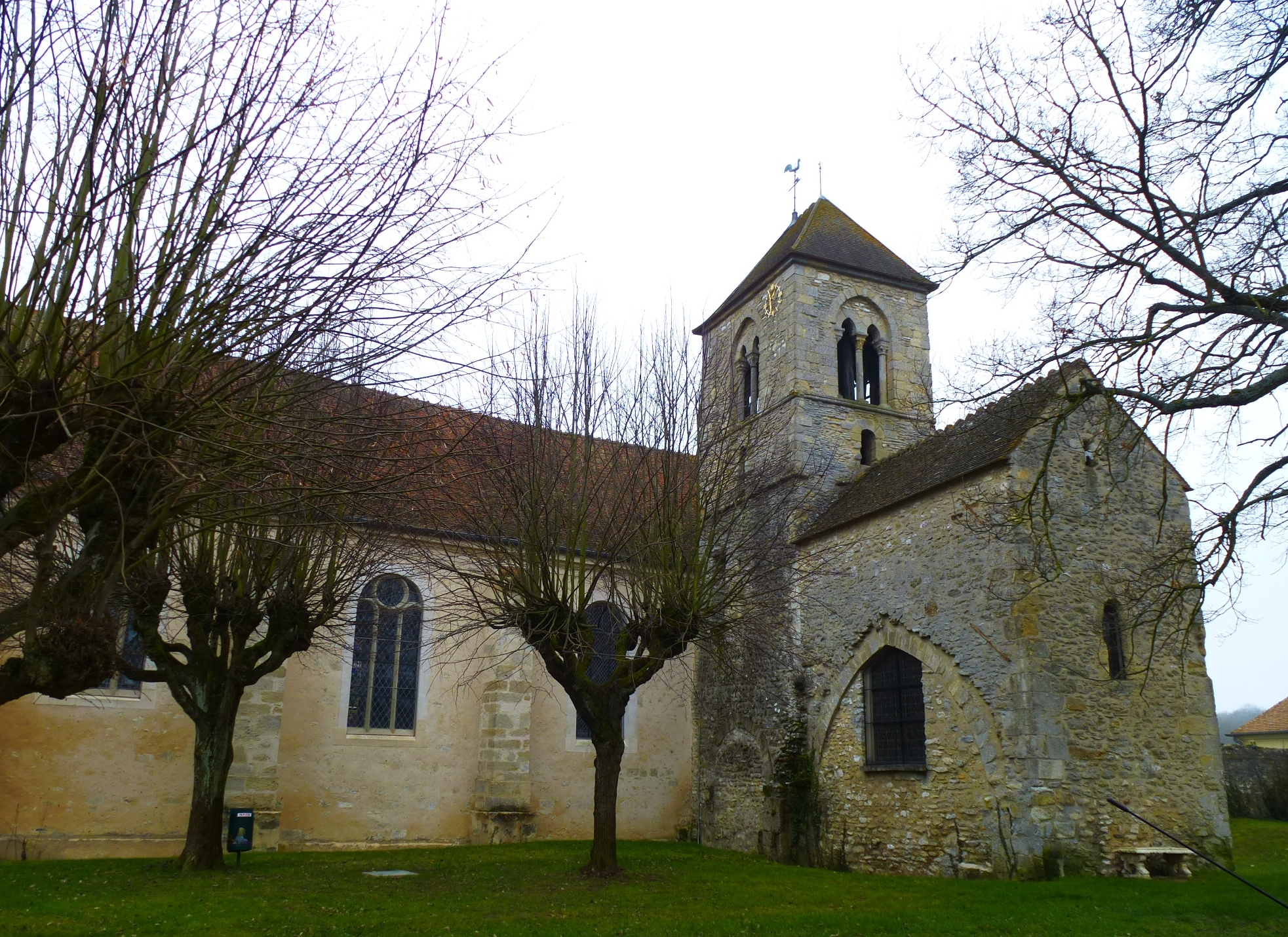
Kirche Saint-Martin

Siehe auch: Liste der Monuments historiques in Follainville-Dennemont
- Kirche Saint-Martin, im 12. Jahrhundert, seit 1927 Monument historique
- Kapelle Sainte-Elisabeth
- Reste des Schlosses von Dennemont

## Persönlichkeiten
- Marie Jean Antoine Nicolas Caritat, Marquis de Condorcet (1743–1794), Philosoph und Mathematiker